# Z-Ro Tolerance
Z-Ro Tolerance – siódmy solowy album amerykańskiego rapera Z-Ro.

## Lista utworów
Opracowano na podstawie źródła.
| #  | Tytuł                              | Wykonawca                     | Czas |
| -- | ---------------------------------- | ----------------------------- | ---- |
| 01 | Go to War                          | Daz & Papa Reu & Thug Dirt    | 3:56 |
| 02 | Definition of a Real Nigga         | Phenom & Mr. Drastic          | 3:35 |
| 03 | Creepin’                           |                               | 3:57 |
| 04 | Party                              | Daz                           | 3:37 |
| 05 | I’m a Gangsta                      | Daz, Tony Montana & Law Fleze | 4:35 |
| 06 | Stranger in the Midst              | Klondike Kat                  | 4:02 |
| 07 | Keep Runnin’                       | O-N-E & Slater                | 3:25 |
| 08 | Who Could It Be                    | Trae & Dougie D               | 5:26 |
| 09 | Jus’ a Hoe                         | Daz                           | 4:28 |
| 10 | Ain’t Havin’ None of That Bullshit | Lil' Head                     | 4:47 |
| 11 | Shelter in the Storm               |                               | 3:25 |
| 12 | Time and Time Again                | Daz & Thug Dirt               | 5:05 |
| 13 | Keep on Doin I                     | Big Mello                     | 4:18 |